# 风疹病毒科
风疹病毒科（学名：Matonaviridae）为戊肝病毒目的一个科。只有风疹病毒属（Rubivirus）一个属。

## 下级分类
风疹病毒属包括以下种：
- Rubella virus
- Rubivirus rubellae
- Rubivirus ruteetense
- Rubivirus strelense